# أوزي (ورزقان)
أوزي هي قرية في مقاطعة ورزقان، إيران. عدد سكان هذه القرية هو 161 في سنة 2006.